# 香川社会保険事務局
香川社会保険事務局（かがわしゃかいほけんじむきょく）は、香川県高松市にある社会保険庁の地方支分部局で、香川県を管轄している。

## 管内社会保険事務所等
- 高松東社会保険事務所
- 香川社会保険事務局高松西社会保険事務室（高松西社会保険事務所）
- 善通寺社会保険事務所（香川社会保険事務局善通寺事務所）